# カズン (漫画)
『カズン』は、いくえみ綾による漫画作品。
祥伝社のファッション雑誌『Zipper』に2004年8月号から連載されていた。単行本は全3巻。

## あらすじ
主人公は白河つぼみ、18歳。高校を卒業し、周りの友達が就職や進学をする中、フリーターになることを決め、レンタルビデオ店でバイトをすることにする。
そんな中、物心つく前に会って以来一度も会っていなかった従姉妹のノニが芸能界デビューを果たしたことを知る。
片や芸能界、片やフリーター。18歳＝彼氏いない歴。ぽっちゃりした体型で、今まで美容関係に興味を持ったこともなく過ごしてきたつぼみだが、バイト先の同僚シロに連れられ訪れた店で、オーナーの茄子川に恋をした。
どこにでもいる女の子が恋に目覚めて変身していくさまを描く。

## 登場人物
白河 つぼみ（しろかわ つぼみ）
通称・ぼん。背は低く、ぽっちゃり体型だが色白で肌は綺麗。茄子川のことを好きになり、消極的だった自分を改めていく。
白河 野仁（しらかわ のに）
通称・ノニ。つぼみの同い年の従姉妹。雑誌やCMで活躍する。
城下 歩（しろした あゆむ）
通称・シロ。つぼみのバイト先の同僚。大学生。律子をナンパし、付き合っている。ノニの大ファン。
茄子川 貴史（なすかわ たかし）
「グロリア」という飲食店を経営する。人が好く誰にでも優しい。30歳。バツ1。元妻との間に3歳の子どもがいる。
片倉 栄子（かたくら えいこ）
つぼみの家の2軒隣に住む幼なじみ。小学校から仲が良い。高校入学と同時に茶髪にし、いわゆる高校デビューを果たした。
金井 律子（かない りつこ）
高校の卒業式後、一言だけ口を聞いた以外接点がなかった。メガネをかけた地味系の女の子だったが、シロにナンパされて付き合うようになって以来、自分を磨くことを覚えモデルを目指すまでになる。
白河 ひな（しらかわ ひな）
つぼみの妹。
長谷川 沙代（はせがわ さよ）
高校時代、クラスは違えど、つぼみのことを気に入っており、何かと親しくしていた可愛い女の子。東京の大学へ進学する。
佐々木 暎太（ささき えいた）
リバウンドして再び太ったつぼみをデートに誘う。
佐々木（ささき）
暎太の姉。シロにアプローチするが、あまり相手にされていない。

## モデルとなった札幌市の料理店CAFE　GRLORIA
札幌市中央区南4条西5丁目に店舗がある。すすきの駅にほど近い。

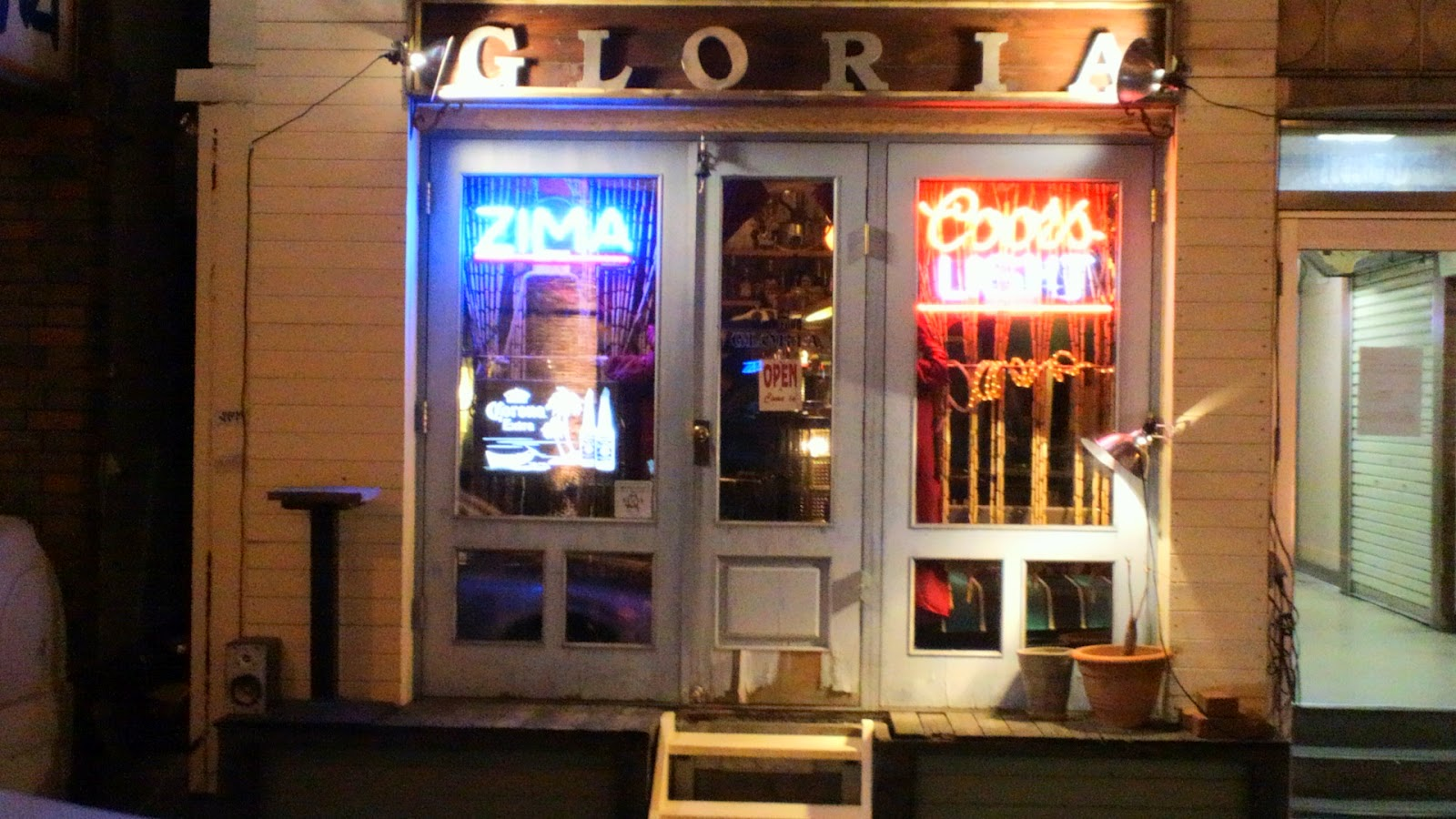
外観
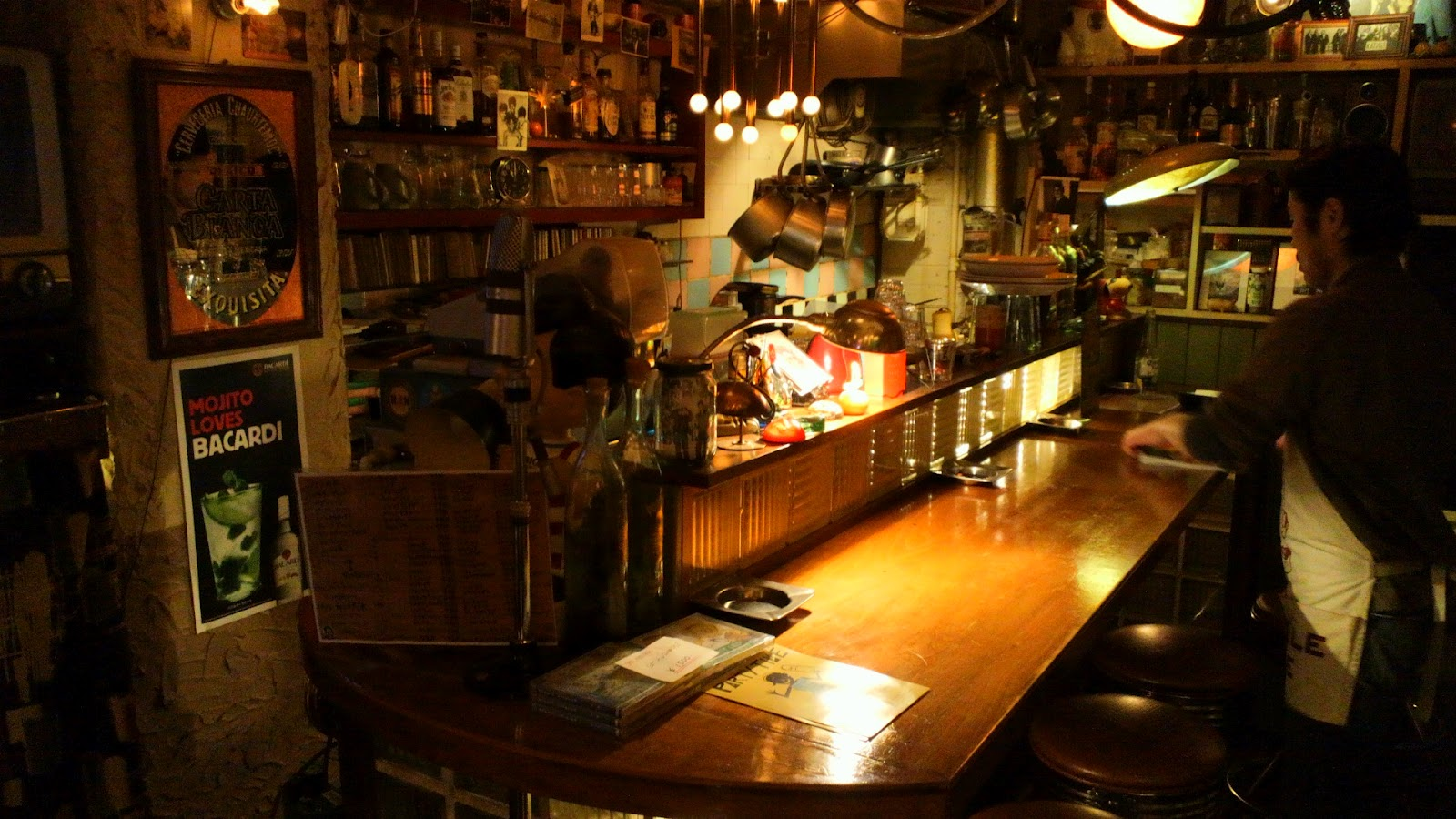
作中にも登場する内部
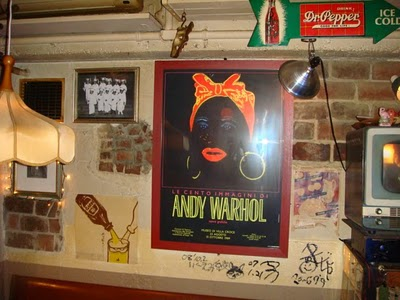
作者のサインを見る事が出来る